# Gentiluomo dilettante - Il nuovo Robin Hood
Gentiluomo dilettante - Il nuovo Robin Hood (The Amateur Gentleman) è un film del 1936 diretto da Thornton Freeland. La sceneggiatura si basa sul romanzo The Amateur Gentleman di Jeffrey Farnol pubblicato a Boston nel 1913.

## Trama
John Barty, un locandiere, viene falsamente accusato di furto. Il vero ladro è Louis Chichester, un avventuriero fidanzato a lady Cleone Meredith, la nipote della marchesa di Chamberhust. Per scagionare il padre, Barnaba si reca a Londra, alla ricerca di prove che possano provare l'innocenza di Barty. Sotto mentite spoglie, fingendosi un nobile, Barnaba riesce a farsi accogliere alla corte del principe reggente dove si innamora di Cleone. Intanto Pauline Darville, l'amante di Chichester, cerca di sottrarre a Barnaba una prova che potrebbe incriminare il suo complice ma viene pugnalata e del delitto viene accusato proprio Barnaba. Dopo essere sfuggito alla polizia, Barnaba trova i gioielli rubati in un fazzoletto appartenuto a Pauline, riuscendo così a discolpare il padre. Ora il giovane può finalmente vivere la sua storia d'amore con Cleone.

## Produzione
Il film fu prodotto dalla Criterion Film Productions Ltd.. Fu il primo dei tre film girati da Douglas Fairbanks per la Criterion.

## Distribuzione
Il copyright del film, richiesto dalla Criterion Film Productions, Ltd., fu registrato il 17 aprile 1936 con il numero LP6275.
Distribuito dalla United Artists Corporation, il film fu presentato in prima a Londra il 20 gennaio 1936.